# Knowing
Knowing er en film der handler om at der findes et stykke papir med tal skrevet af Lucinda Embry, der kan spå fremtidens ulykker.

## Handling
I 1959 på William Dawes Elementary School i Lexinton tegner eleverne en tegning af, hvordan de tror fremtiden ser ud, hvorefter de lægger dem i en tidskapsel, der skal begraves og åbnes 50 år efter.
En pige ved navn Lucinda Embry tegner ikke en tegning, men derimod en masse forskellige tal og påstår, at hun kan høre stemmer.
50 år efter åbnes kapslen og tegninger deles ud til alle de nuværende elever. En dreng ved navn Galeb (Chandler Canterbury) får papiret med alle tallene på.
Hans far John Koester (Nicolas Cage), som er en enkemand og professor i astrofysik på MIT, bliver interesseret i papiret og finder senere ud af, at tallene står for datoer og dødstal i alle de værste katastrofer verden over i de forgangne 50 år. Og tre af dem er ikke sket endnu. Efter hver ulykke står otte tal, som han ikke har tydet endnu, men en dag i sin bil, på den næste ulykkes dag, opdager han, at de sidste otte tal står for lokationer, og han opdager, at den næste ulykke vil ske på præcis det sted, han holder i sin bil. Lidt efter bliver han vidne til en stor flyulykke. Han prøver senere at advare om den anden ulykke, men politiet gider ikke at lytte. Senere bliver en hel undergrundsbane fuldstændig destrueret pga. en fejl i skiftesporet.

## Eksterne Henvisninger
- Knowing på Internet Movie Database (engelsk)
- Knowing på Filmdatabasen
- Knowing på Scope
- Knowing i Svensk Filmdatabas (svensk)
- Knowing på AlloCiné (fransk)
- Knowing på MovieMeter (nederlandsk)
- Knowing på AllMovie (engelsk)
- Knowing hos American Film Institute (engelsk)
- Knowing på The Movie Database (engelsk)
- Knowing på Rotten Tomatoes (engelsk)